# 北部黑斑双领蜥
北部黑斑双领蜥（学名：Tupinambis teguixin）又名金泰加（gold tegu）、黑泰加（black tegu）、哥伦比亚黑白泰加（Colombian black and white tegu），是双领蜥属的一种。

## 特征
金泰格斯长到大约60—100 cm（24—39英寸），体重3.5—4（7.7—8.8磅），身体有黑色和金色的条纹，四肢有力，尾巴粗壮。

## 习性
它们生活在南美洲北部、中部以及巴拿马的热带森林中。它们以各种小型动物为食，食性很杂，有时还吃水果和蜂蜜。